# Jean Giraudoux
Hippolyte Jean Giraudoux (ur. 29 października 1882 roku w Bellac, Haute-Vienne, zm. 31 stycznia 1944 roku w Paryżu, pochowany na Cmentarzu Passy) – francuski powieściopisarz i dramaturg.

## Życiorys
Pochodził z rodziny wieśniaczej. Jego ojciec Léger Giraudoux pracował dla ministerstwa transportu. Jean uczył się w liceum w Châteauroux i przez pewien czas w Monachium. Był lektorem na Uniwersytecie Harvarda. Ożenił się w 1918 roku. 
Początkowo tworzył tylko nowele i powieści skrzące się inteligencją, dowcipem i językową wirtuozerią, m.in. Prowincjałki (Provinciales, 1909), Zuzanna i Pacyfik (Suzanne et le Pacifique, 1921) i Bella (1926), będąc pod wyraźnym wpływem Paula Moranda. Od spotkania z wybitnym aktorem i reżyserem, uznawanym za jednego z najwybitniejszych inscenizatorów we współczesnym teatrze francuskim, Louisem Jouvetem – zaczął pisać dla teatru, m.in. sztuki: Zygfryd, czyli Limousin (Siegfried et le Limousin, 1922), Eglantine (1927), Amfitrion 38 (1929), Wojny trojańskiej nie będzie (1935), Elektra (1937) oraz wystawiona już pośmiertnie Wariatka z Chaillot (1945).
Pracował  z przerwami w strukturach administracji centralnej począwszy od pracy w Ministerstwie Spraw Zagranicznych w 1910 roku, a skończywszy w 1939 roku jako Minister Informacji w rządzie Eduarda Daladiera.

## Dzieła sceniczne

### Komedie
- Amfitrion 38 (Amphitryon 38)
- Apollo z Bellac (L'Apollon de Bellac)
- Wariatka z Chaillot (La Folle de Chaillot)

### Dramaty
- Wojny trojańskiej nie będzie (La guerre de Troie n'aura pas lieu)
- Electra
- Judyta
- Ondyna
- Sodoma i Gomora (Sodome et Gomorrhe)